# 島根県道213号飯浦停車場線
島根県道213号飯浦停車場線（しまねけんどう213ごう いいのうらていしゃじょうせん）は、島根県益田市を通る一般県道である。

## 概要
益田市飯浦町のJR西日本山陰本線 飯浦駅前から国道191号交点に至る。

### 路線データ
- 起点：益田市飯浦町（JR西日本山陰本線 飯浦駅前）
- 終点：益田市飯浦町（国道191号交点）
- 実延長：0.2 km[1]

## 歴史
- 1958年（昭和33年）6月13日 - 島根県告示第525号により認定される。
- 1972年（昭和47年）頃 - 現行の県道番号に変更される。

## 地理

### 通過する自治体
- 島根県
  - 益田市

### 交差する道路
| 交差する道路 | 交差する場所 | 交差する場所 |
| ------------ | ------------ | ------------ |
| 国道191号    | 飯浦町       | 終点         |

### 沿線
- JR西日本山陰本線 飯浦駅
- 飯浦郵便局
- 鑪崎と松島磁石岩 - 島根県の天然記念物[2]